# Ludmilla Balfour
Ludmilla Balfour (født 7. juni 1952 i London) er en fransk billedkunstner.
Ludmilla Balfour blev født i Storbritannien som datter af den danske grafiker Lars Bo og skotten Doreen Balfour Anderson. Hun voksede op i Paris og studerede på L’École nationale supérieure des beaux-arts de Paris (ENSBA), også bare kaldet les Beaux-Arts de Paris.
Motiverne i Balfours kunst er en blanding af eventyrfabler og fantasi, hvor dyr bliver til mennesker og omvendt. Selvom Balfour opfatter sig som fransk, har hun sit primære publikum i Danmark. Balfour blev i 1986 inviteret af galleristen Frederik Crone til at udstille i Svendborg, og siden da har hun regelmæssigt haft udstilinger i Danmark.